# ديفيد غودناو
ديفيد غودناو (بالإنجليزية: David Goodnow)‏ هو صحفي أمريكي، ولد في 20 أكتوبر 1939.

## وصلات خارجية
- ديفيد غودناو على موقع إن إن دي بي (الإنجليزية)